# Villa Cornaro
Villa Cornaro o Cornèr è una villa veneta sita a Piombino Dese (Padova) progettata da Andrea Palladio nel 1552.
È stata inserita nel 1996 nella lista dei patrimoni dell'umanità dell'UNESCO, assieme alle altre ville palladiane del Veneto.

## Storia
La famiglia Corner è attestata a Piombino sin dal 1422, quando risulta proprietaria di 310 campi trevigiani e di vari stabili annessi.
Nel 1551, alla morte di Girolamo Corner del ramo detto "di San Cassiano" o "della Regina" (era nipote della nota Caterina Corner), i figli Andrea e Giorgio si spartiscono i suoi beni in Piombino, ovvero un complesso di villeggiatura costruito tra il 1539 e il 1549: al primo va la casa padronale, all'altro 7 campi del «bruolo», una barchessa e metà del giardino.
La costruzione della nuova villa si deve proprio a Giorgio ma, benché erediti la proprietà nel 1551, dovrà aspettare l'anno successivo per venirne in possesso, essendo allora impegnato a Peschiera per conto della Serenissima.
Il cantiere è già in piena attività nel marzo del 1553, e nell'aprile dell'anno seguente l'edificio - pur incompleto - è abitabile, tanto da esservi documentato Palladio «la sera a zena» col padrone di casa. Quest'ultimo, in occasione del matrimonio con Elena Contarini, nel giugno dello stesso anno prende formalmente possesso della villa, o meglio del suo cantiere: a questa data risulta infatti realizzato solamente il blocco centrale, ma non le ali né il secondo ordine delle logge. Nel 1569 è documentata l'attività di operai che ancora lavorano al «bruolo».
Giorgio muore nel 1571, combattendo nella battaglia di Lepanto. Il complesso viene ereditato dal figlio Gerolamo che nel 1582 dichiara il possesso di una «casa per nostra habitatione posta in villa di Piombin con brolo e cortivo la qual casa non è finita et ne è più di spesa che di entrada». Il cantiere, dunque, subisce dei rallentamenti per ragioni finanziarie e negli anni successivi lo stesso Gerolamo preferisce lasciarlo in sospeso, dedicandosi ad altri investimenti nella zona. Solo nel 1588 (quando Palladio era ormai morto da 8 anni) decide di spendervi nuove energie: in quell'anno vengono commissionate a Camillo Mariani le statue degli antenati per il salone, mentre è del 1596 il coinvolgimento di Vincenzo Scamozzi, che si dedica alla costruzione della grande barchessa inglobando la precedente quattrocentesca.
Nel 1655 il discendente Giorgio di Gerolamo Corner dichiara che la villa non è ancora ultimata e che mette a disposizione una somma per concludere i lavori. È Andrea Corner ad occuparsene, commissionando gli stucchi a Bortolo Cabianca e le decorazioni pittoriche a Mattia Bortoloni.
Estinti i Corner ai primi dell'Ottocento, la villa passò ad altre famiglie che continuarono ad utilizzarla come residenza sino al 1951. Nel ventennio successivo attraversò un periodo di grave decadenza, durante il quale fu dapprima utilizzata come asilo parrocchiale e successivamente fu abbandonata.
Nel 1969 la villa è stata acquistata da Richard e Julia Rush di Greenwich che hanno intrapreso un'importante opera di restauro. Dal 1989 è proprietà dei coniugi Carl e Sally Gable di Atlanta, che l'hanno venduta a fine 2017.

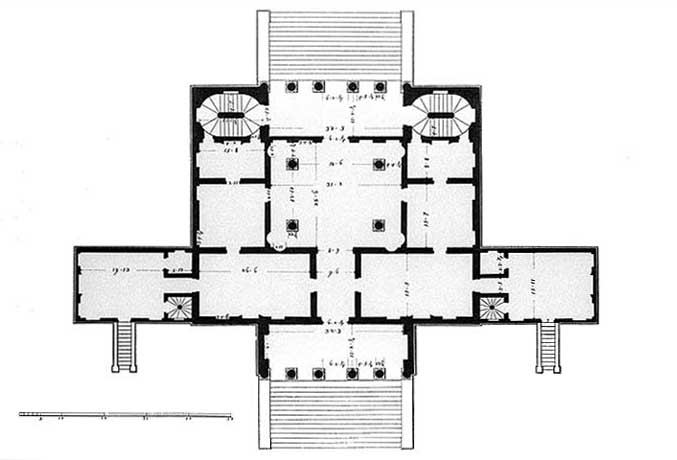
Pianta (Ottavio Bertotti Scamozzi, 1781)
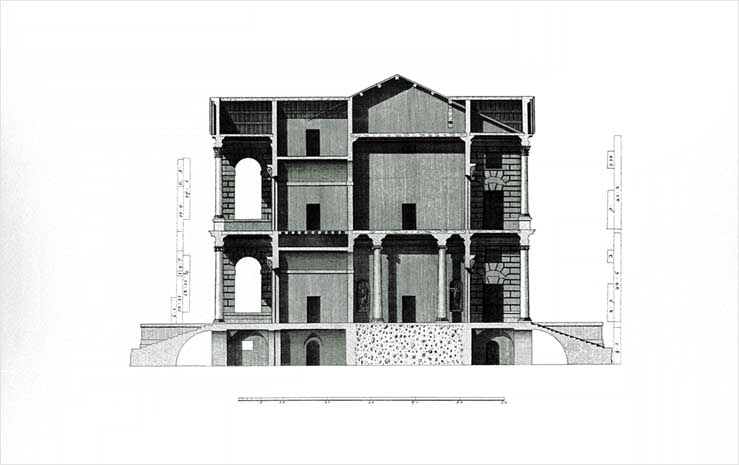
Sezione (Ottavio Bertotti Scamozzi, 1781)

## Descrizione

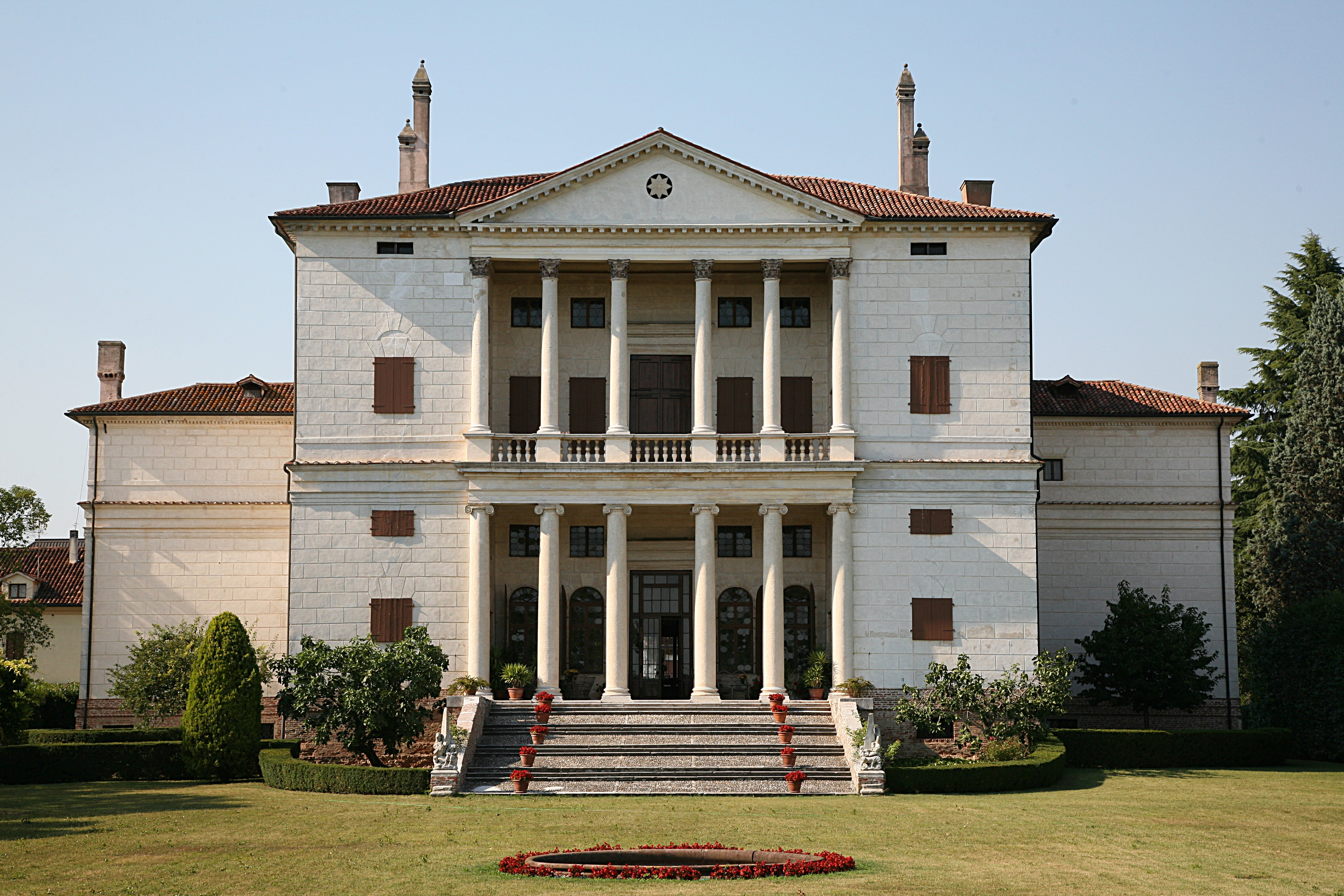
Facciata posteriore

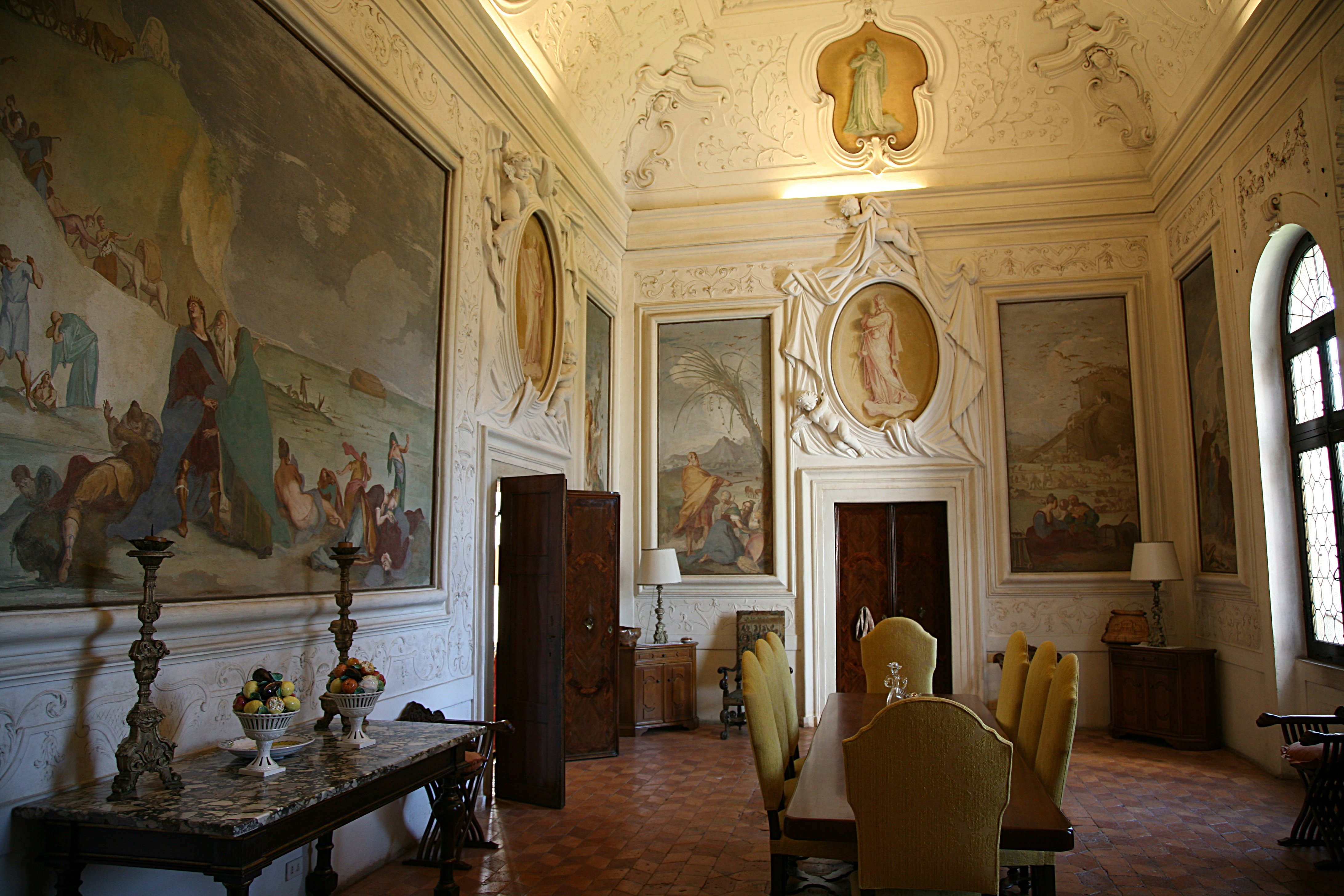
Interni

Insieme alla pressoché contemporanea Pisani di Montagnana, la villa realizzata a Piombino Dese per un altro potente patrizio veneziano, Giorgio Cornaro, segna un netto salto di scala nel prestigio e nella capacità di spesa della committenza palladiana, sino ad allora essenzialmente vicentina.
Le ville Pisani e Cornaro sono legate da molto più di una semplice coincidenza cronologica e dall'alto status del committente. Infatti anche la Cornaro ha una struttura e un decoro molto simili a un palazzo ed è più residenza di campagna che villa: isolata rispetto alla tenuta agricola e alle dipendenze, la sua posizione preminente sulla strada pubblica ne rimarca il carattere ambivalente. Del resto i camini presenti in tutte le stanze ne provano un uso non solo estivo, e non a caso una struttura assai simile sarà replicata pochi anni più tardi per il palazzo “suburbano” di Floriano Antonini a Udine.
Come per la Pisani, anche la planimetria di villa Cornaro è organizzata intorno a un grande ambiente con quattro colonne libere, qui per altro spostato più al centro della casa e quindi più propriamente salone, a cui si accede con la mediazione della loggia o di uno stretto vestibolo. I due livelli della villa sono connessi da due eleganti scale gemelle che separano nettamente un piano terra, per l'accoglienza di ospiti e clientes, dai due appartamenti superiori riservati ai coniugi Cornaro. Lo straordinario pronao aggettante a doppio ordine riflette la soluzione palladiana della loggia di palazzo Chiericati a Vicenza, ultimata negli stessi anni, con il tamponamento laterale a dare rigidezza alla struttura, come nel Portico di Ottavia a Roma. Va considerato del resto che il tema della doppia loggia in facciata è frequente anche nell'edilizia gotica lagunare, così come colonne libere sostengono i pavimenti dei saloni delle grandi Scuole di Venezia: si tratterebbe quindi di una sorta di “traduzione in latino” di temi tradizionali veneziani.

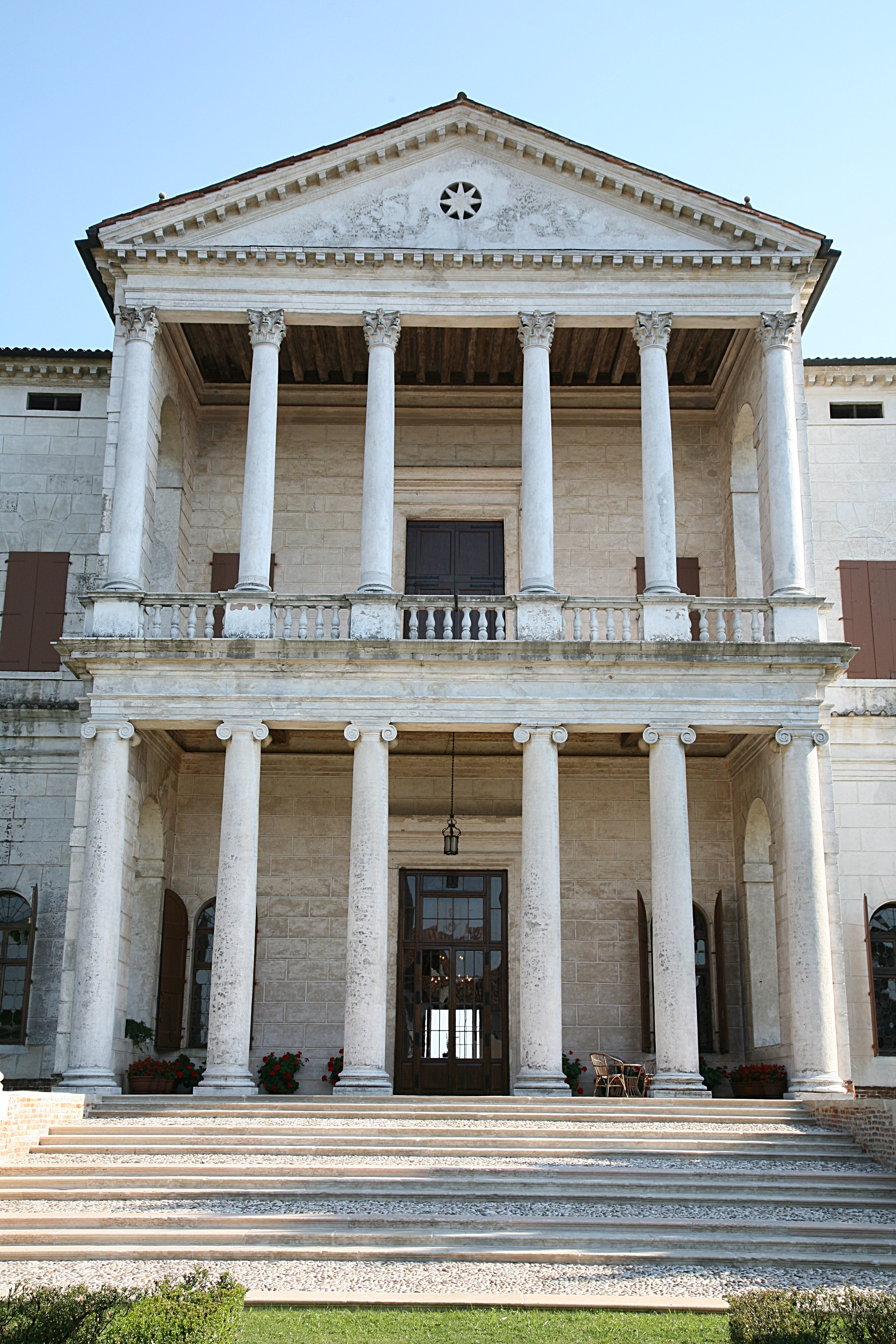
Dettaglio della facciata principale
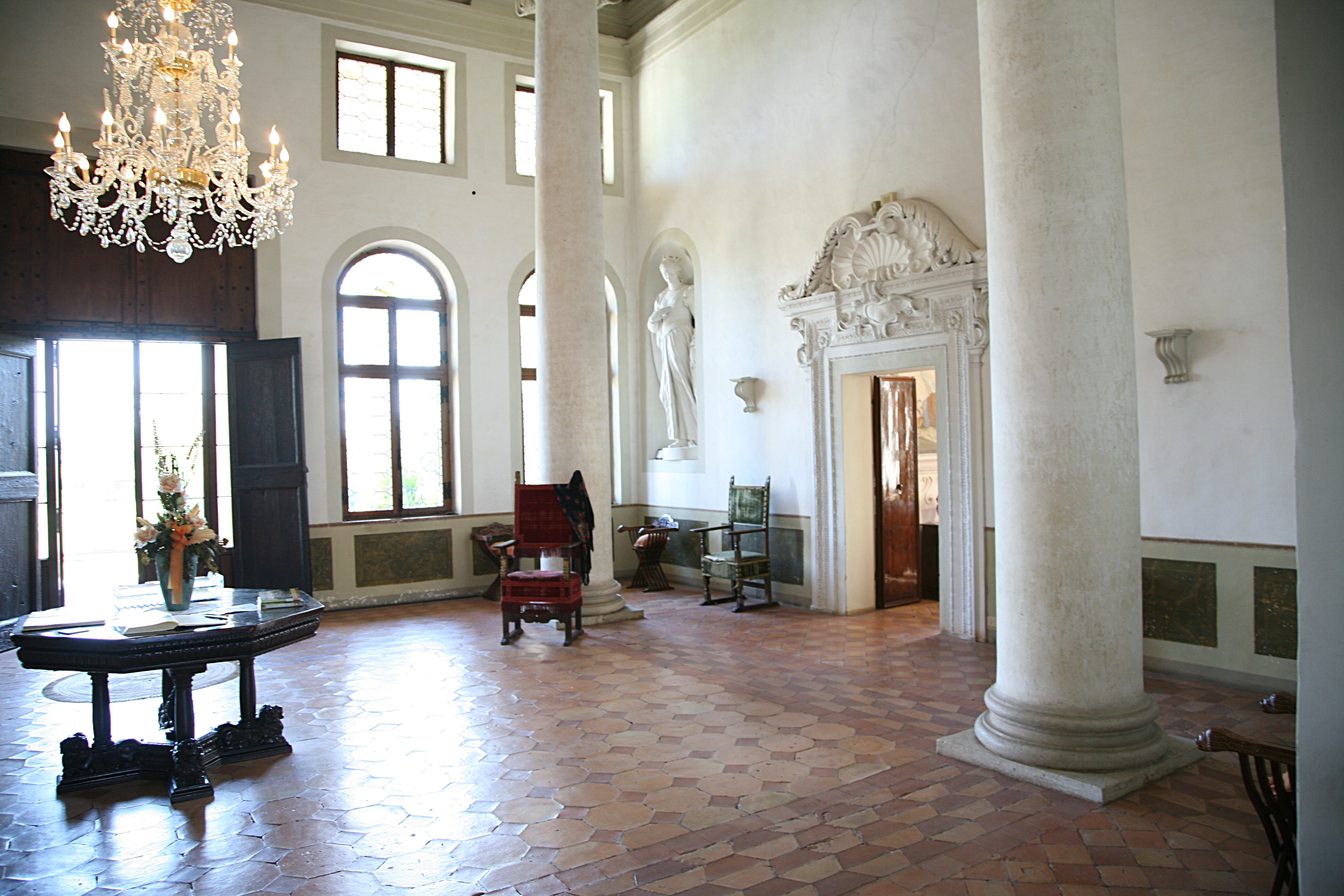
Salone